# Balena 52-hertz

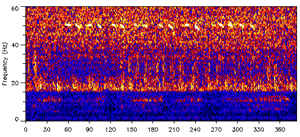
Spettrogramma del segnale a 52 Hertz

La balena 52-hertz è un esemplare unico di balena che canta emettendo suoni alla peculiare frequenza di 52 Hz, molto maggiore rispetto alle frequenze che caratterizzano la vocalizzazione della maggior parte delle balene. Pare essere il solo esemplare a comunicare in questo modo ed è quindi stata descritta come "la balena più solitaria del mondo".

## Storia
La balena è stata scoperta nel 1989 da una squadra del Woods Hole Oceanographic Institution e poi osservata nuovamente sia nel 1990, sia nel 1991. Nel 1992, a seguito della fine della guerra fredda, la Marina Militare degli Stati Uniti d'America rese parzialmente pubbliche le registrazioni e le specifiche tecniche del sistema anti-sommergibile SOSUS (Sound Surveillance System), permettendone l'uso per le ricerche oceanografiche. Grazie a questo la squadra, guidata prima da William Watkins e poi da Mary Ann Daher, ha potuto individuare la balena ogni anno tra il 1992 e il 2004. Le ricerche condotte dagli scienziati del Woods Hole Oceanographic Institution sono state supportate, oltre che dalla Marina Militare statunitense, anche da National Marine Fisheries Service, United States Army Corps of Engineers e Dipartimento della Difesa degli Stati Uniti.

## Caratteristiche
L'impronta sonora è quella tipica di una balena, anche se a una frequenza unica, 52 Hz, appena superiore alla nota più bassa ottenibile con una tuba. Gli schemi di canto di questa particolare balena non assomigliano né a quelli della balenottera comune, né a quelli della balenottera azzurra, entrambi più brevi e più costanti, oltre che basati su frequenze molto inferiori: in particolare la prima vocalizza a 20 Hz, la seconda a 15–20 Hz. I segnali a 52 Hz sono estremamente variabili per schema di ripetizione, durata e sequenza, sebbene siano facilmente identificabili per la loro frequenza e per i raggruppamenti caratteristici. Il canto è caratterizzato da una frequenza media di 51,75 Hz, è composto da una serie di 2-6 canzoni della durata di 5-6 secondi ciascuna e non è udibile dalle altre specie di balena.
Gli spostamenti di questa balena non sono correlati alla presenza o al movimento di altre specie di balene; tuttavia, proprio grazie a questi spostamenti unici, la squadra ha potuto seguirla continuativamente per alcune settimane, a volte anche per un intero anno, quando normalmente è possibile seguire una balena solo per alcune ore. Questi movimenti appaiono analoghi a quelli delle balenottere azzurre, ma la tempistica è molto più simile a quella della balenottera comune. La sua presenza viene rilevata ogni anno nell'oceano Pacifico tra agosto e dicembre, mentre esce al di fuori del raggio d'azione degli idrofoni tra gennaio e febbraio. Si sposta a nord fino alle isole Aleutine e all'arcipelago Kodiak e a sud fino alla costa della California, percorrendo ogni giorno una distanza compresa tra i 30 e i 70 km. La distanza totale percorsa per ogni stagione è variabile ed è stimata tra un minimo di 708 km fino a un massimo di 11,062 km percorsi tra il 2002 e il 2003.
Gli studiosi del Woods Hole Oceanographic Institution non sono stati in grado di identificarne la specie, supponendo che si tratti di un esemplare malformato oppure di un ibrido nato dall'incrocio tra una balenottera azzurra e un'altra specie di balena. Secondo quanto riportato dal New York Times, la squadra di ricercatori è stata contattata da persone sorde che ritengono che la balena possa essere sorda essa stessa. A partire dal 1992 la sua voce è diventata più profonda, suggerendo che l'esemplare possa nel tempo essere cresciuto o maturato.
Qualunque sia la causa biologica alla base della sua voce insolitamente alta, questa non sembra essere dannosa per la sua sopravvivenza. Il fatto che la balena sia sopravvissuta e apparentemente maturata indica che si tratta probabilmente di un esemplare sano. Nonostante ciò, dopo un attento e completo monitoraggio, sembra esserci un unico individuo con tali caratteristiche e, per questo motivo e per il fatto che il canto a 52 Hz non può essere sentito dalle altre balene, l'animale è stato chiamato "la balena più solitaria del mondo".